# Samba Infinito
Samba Infinito é um curta-metragem brasileiro de 2025, escrito e dirigido por Leonardo Martinelli. O filme teve sua estreia mundial no Festival de Cannes, na competição de curtas da Semaine de la Critique. A produção conta com as participações de Camila Pitanga e Gilberto Gil, protagonismo de Alexandre Amador, e marca a estreia do ator-mirim Miguel Leonardo.
Foi o único curta-metragem brasileiro selecionado para o Festival de Cannes de 2025, sendo uma das três únicas obras de cineastas brasileiros no evento, ao lado de O Agente Secreto, dirigido por Kleber Mendonça Filho.

## Sinopse
Durante o Carnaval carioca, um gari enfrenta o luto pela perda da irmã enquanto cumpre suas obrigações de trabalho. Em meio à folia dos blocos de rua, ele encontra uma criança perdida e decide ajudá-la.

## Elenco
- Alexandre Amador como Angelo
- Miguel Leonardo como Angelo
- Camila Pitanga como Irmã
- Gilberto Gil como Bibliotecário